# Кунгстредгорден (станция метро)
«Кунгстрэдгорден» (швед. Kungsträdgården) — станция Синей линии Стокгольмского метрополитена, расположенная в центре Стокгольма близ парка Кунгстрэдгорден (район Норрмальм). Является конечной станцией для маршрутов 10 и 11, следует за станцией Т-Сентрален. Является одной из самых известных станций Стокгольмского метро благодаря своему художественному оформлению.
Станция является подземной, располагается в скальной породе на глубине 34 м ниже поверхности земли и 29,3 м ниже уровня моря, являясь самой глубокой станцией Стокгольмского метро. В 2011 году пассажиропоток станции в будние дни в среднем составлял 5600 пассажиров. Ввиду изначально запланированного расширения Синей линии до коммуны Накка через Кунгстрэдгорден, станция имеет большой запас пропускной способности и может обслуживать гораздо больший пассажиропоток, чем имеет в настоящее время.
Кунгстрэдгорден была открыта 30 октября 1977 года, став 91 по счёту станцией Стокгольмского метрополитена. Первоначально был открыт только западный вестибюль. Открытие же восточного вестибюля станции было затянуто из-за так называемой «битвы за вязы» — вооружённого столкновения полиции и горожан, протестующих против вырубки 14 столетних вязов ради сооружения восточного вестибюля станции. В результаты «битвы за вязы» деревья были частично сохранены, проект скорректирован, а восточный вестибюль открыт только 14 января 1987 года.
Художественное оформление станции принадлежит Ульрику Самуэльсону и Арне Фредерикссону. Ульрик Самуэльсон проектировал станцию, вдохновляясь дворцами, стоящими у парка Кунгстрэдгорден. Руке художника Арне Фредерикссона принадлежит большая часть росписей на стенах станции. Между платформами размещена скульптура бога войны, стоявшая до этого на здании Дворянского собрания. Стены декорированы пятьюдесятью маскаронами и скульптурами из дворца Макалёс. В восточной стороне станции размещён пень одного из вязов, за который боролись протестующие в 1971 году в ходе «битвы за вязы».

## Галерея

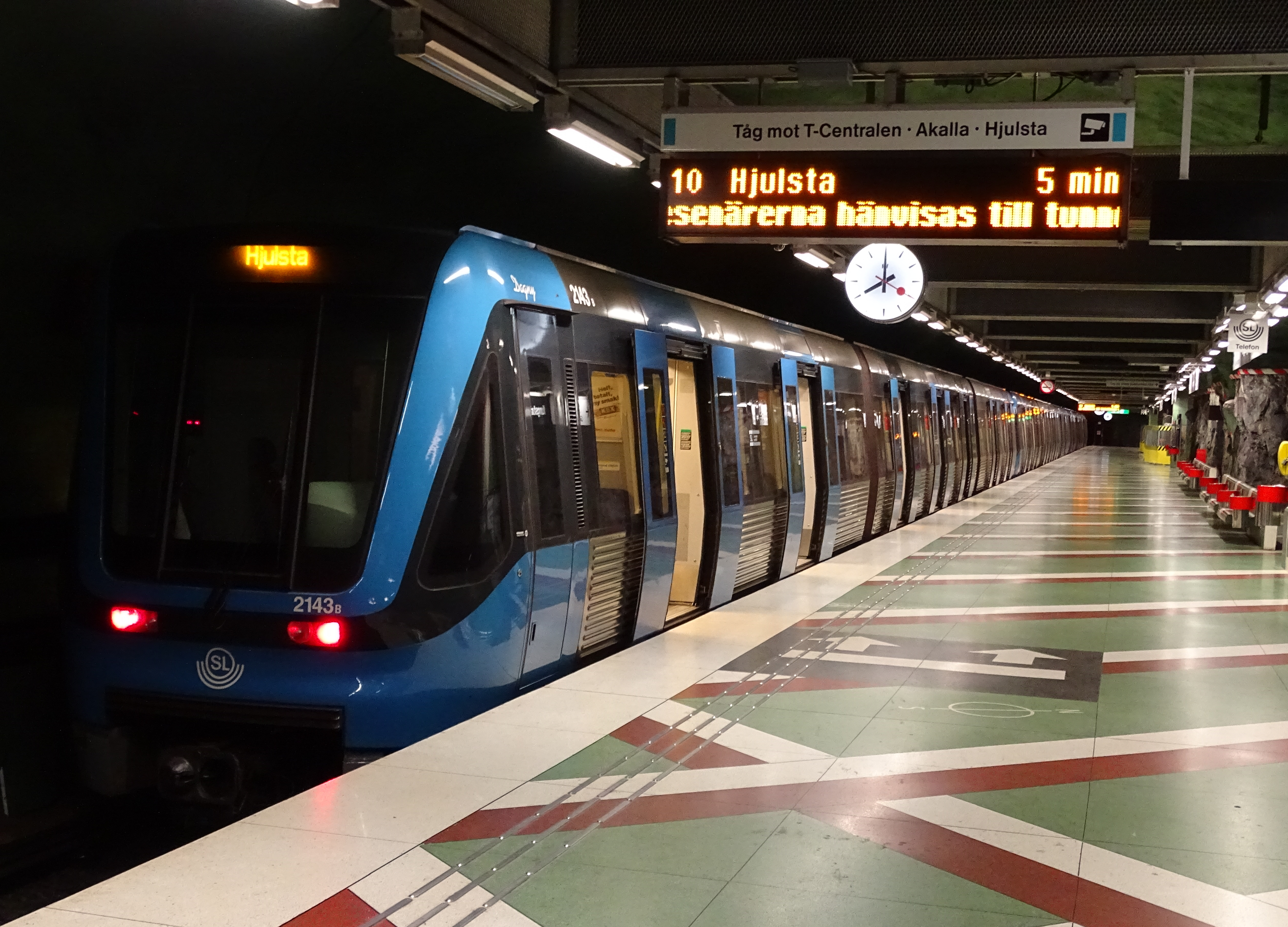
Поезд на посадочной платформе
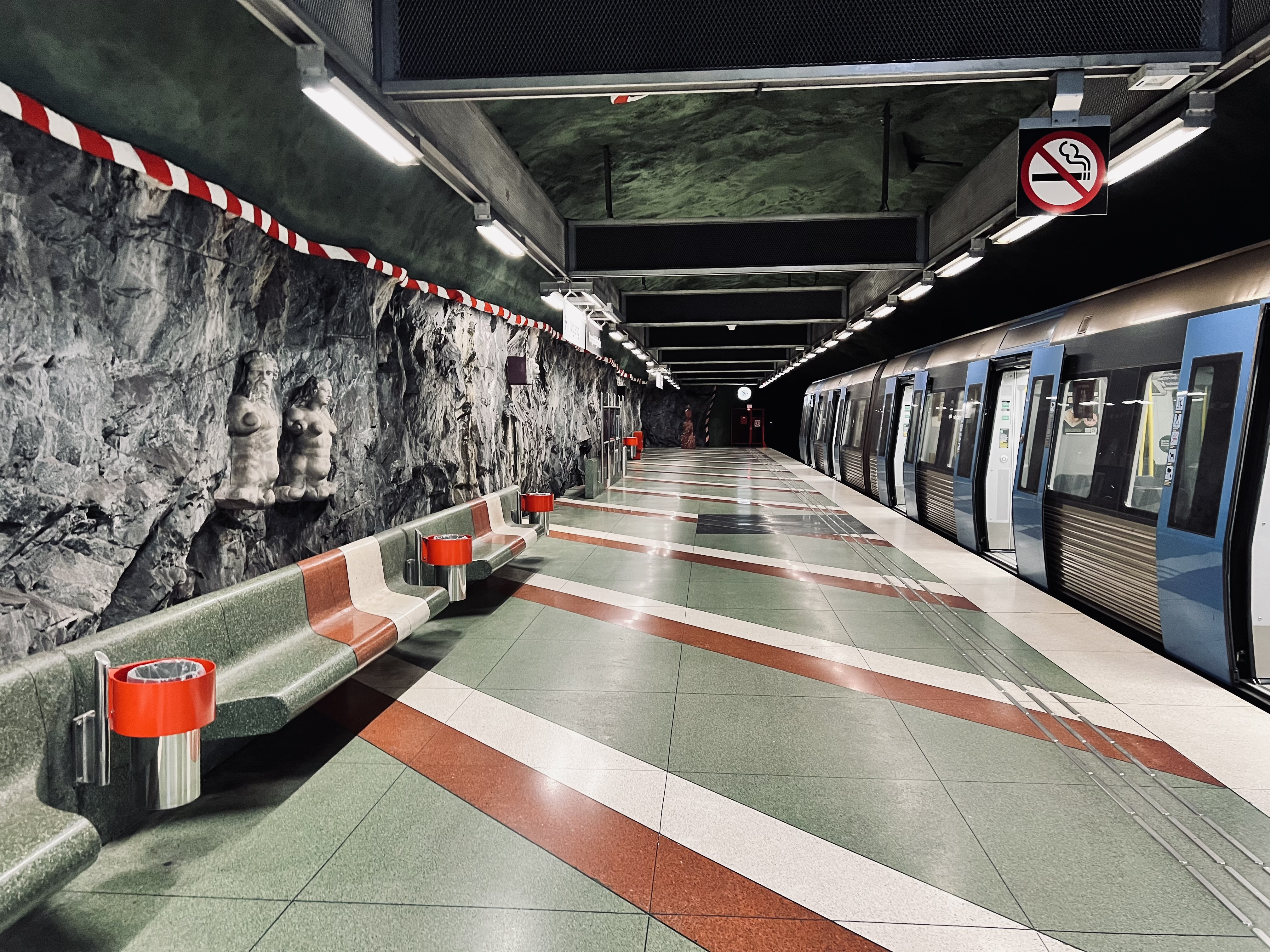
Южная платформа станции
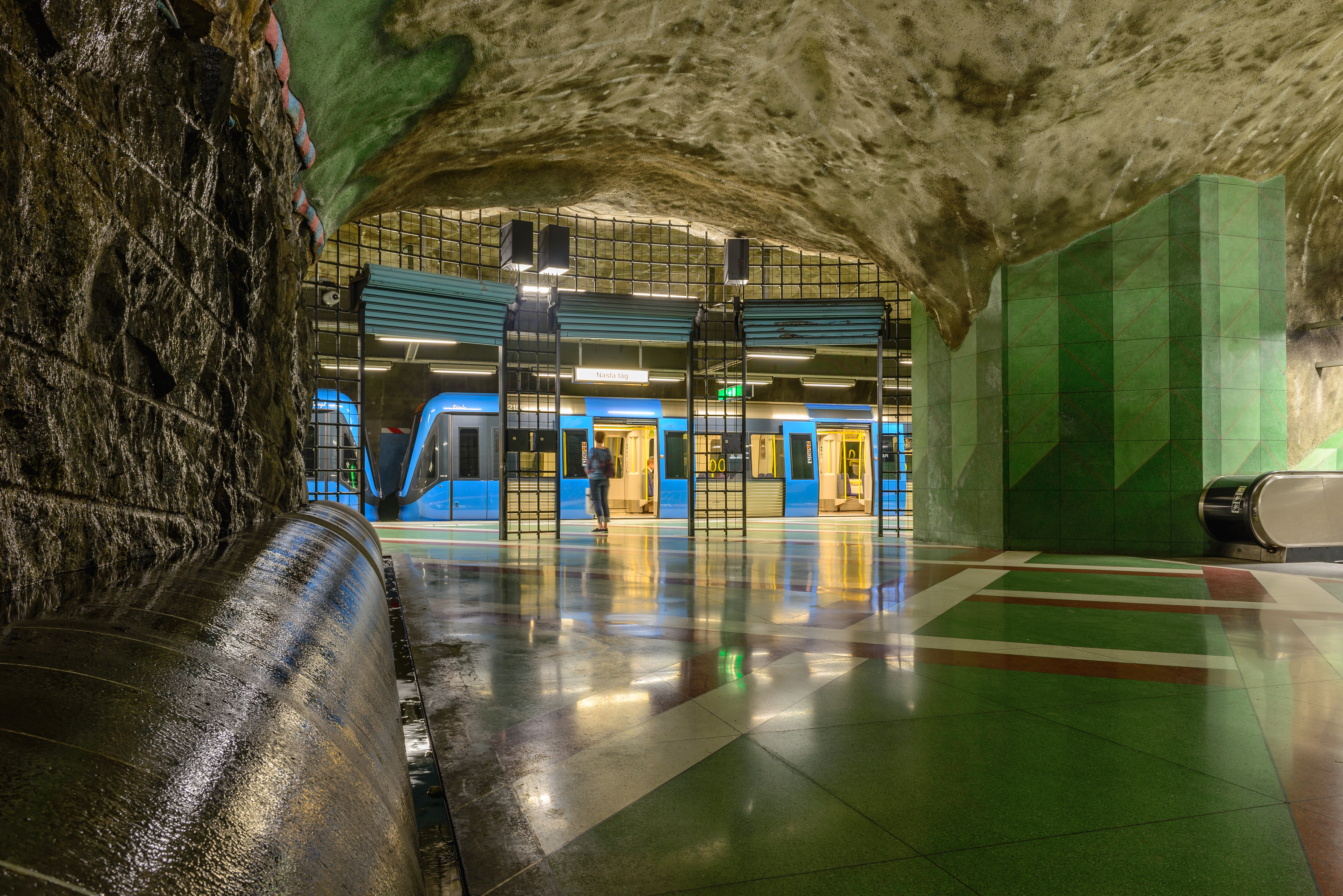
Коридор между платформами
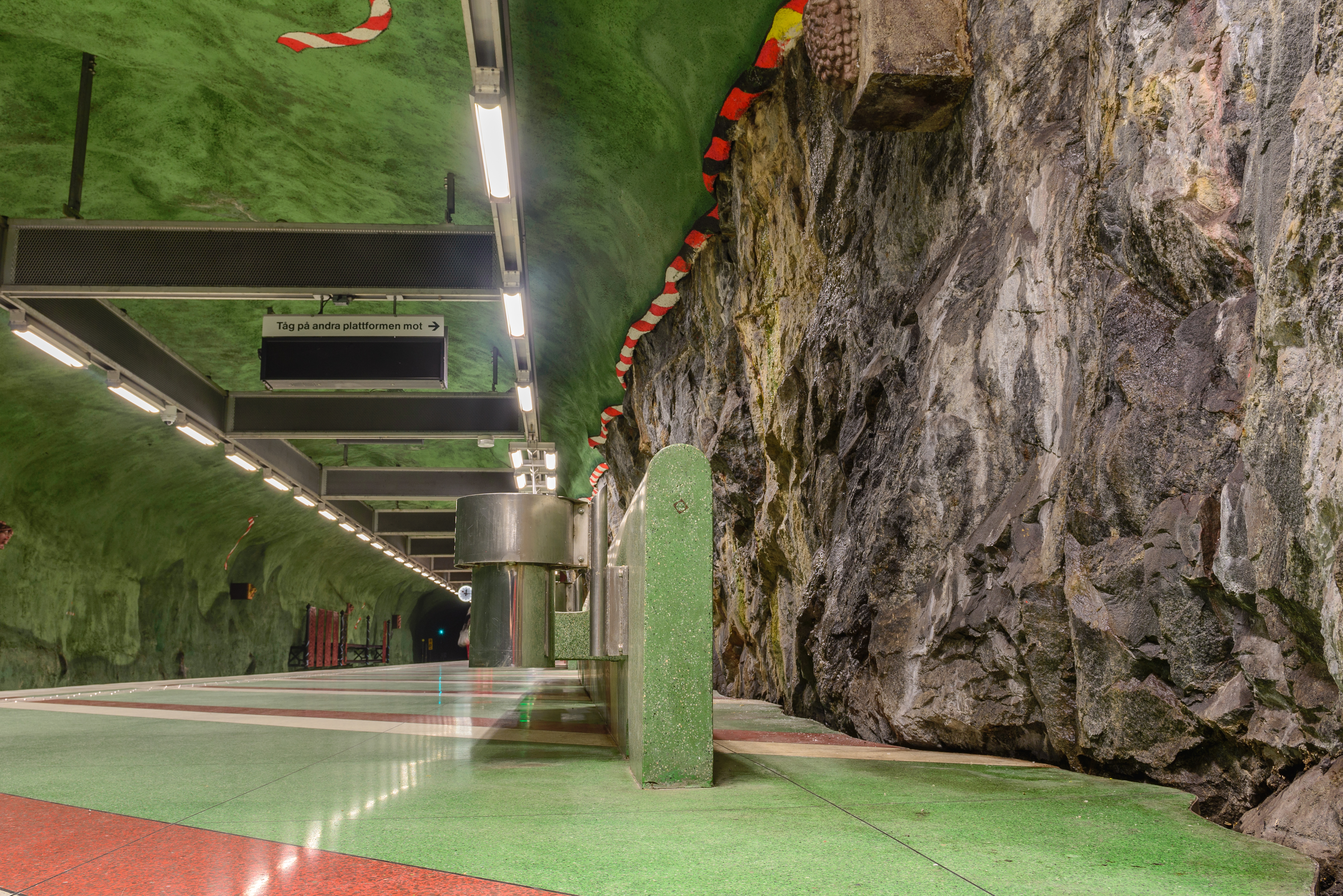
Скамейки
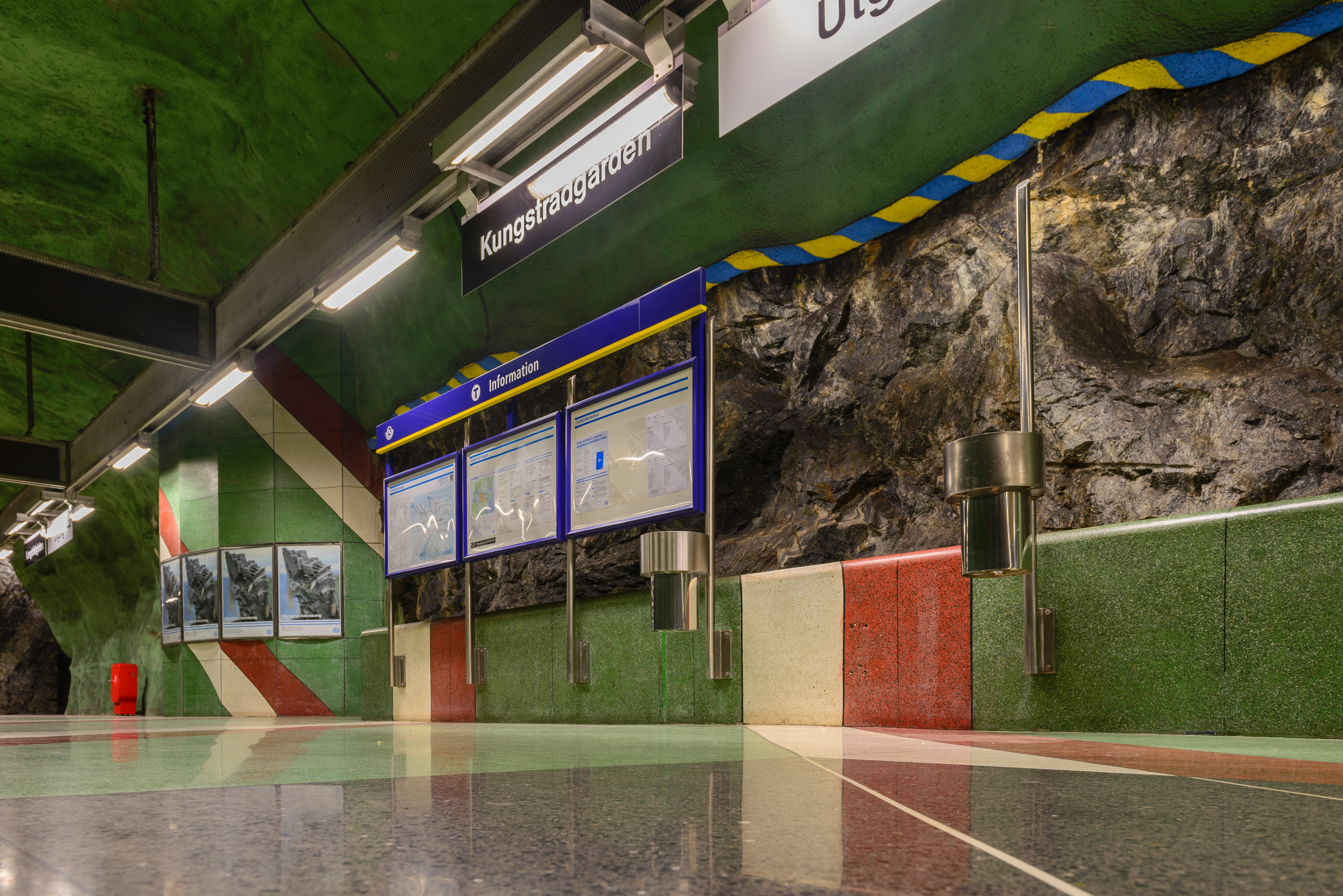
Инфморационные стенды
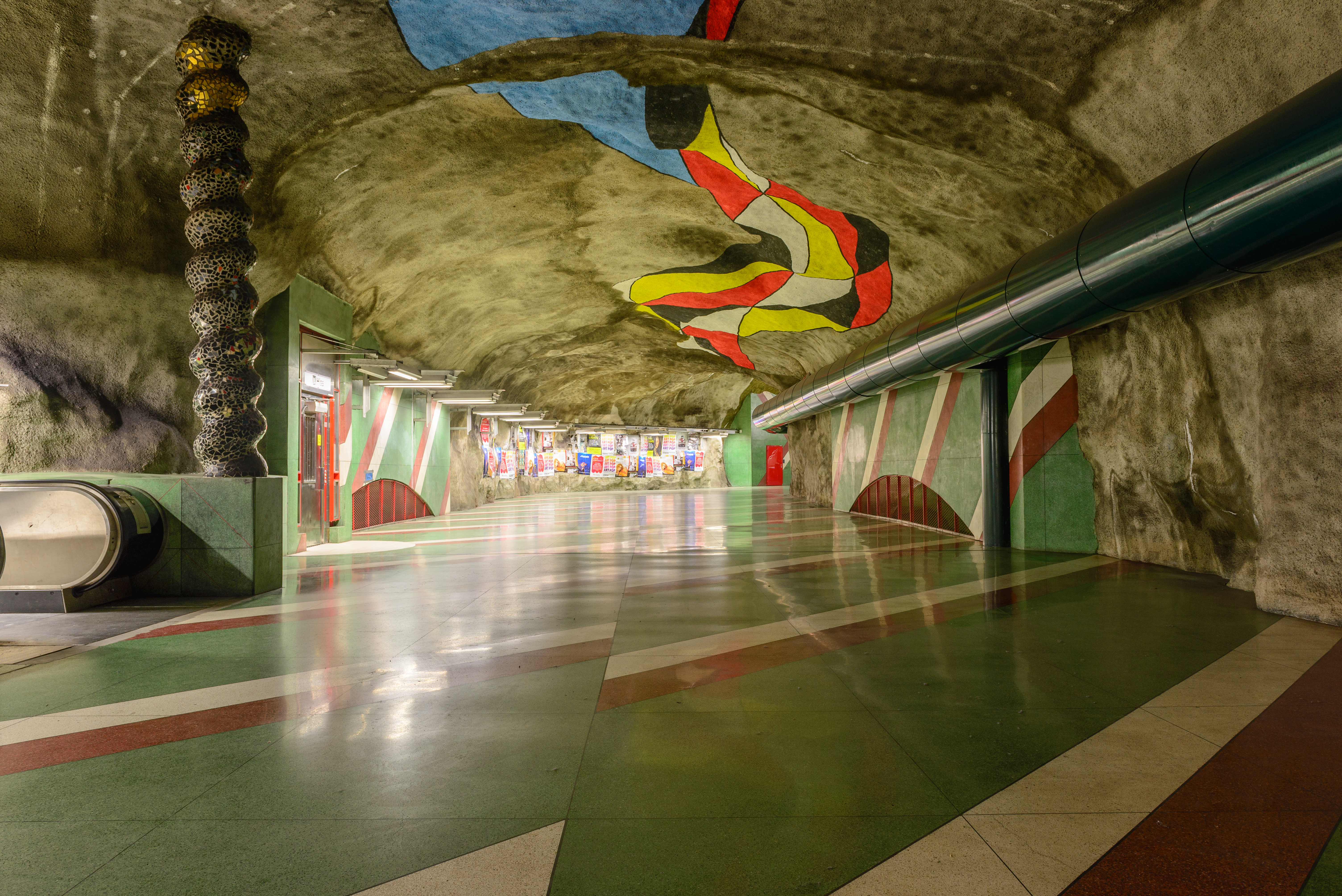
Коридор с декорациями, ведущий к западному выходу
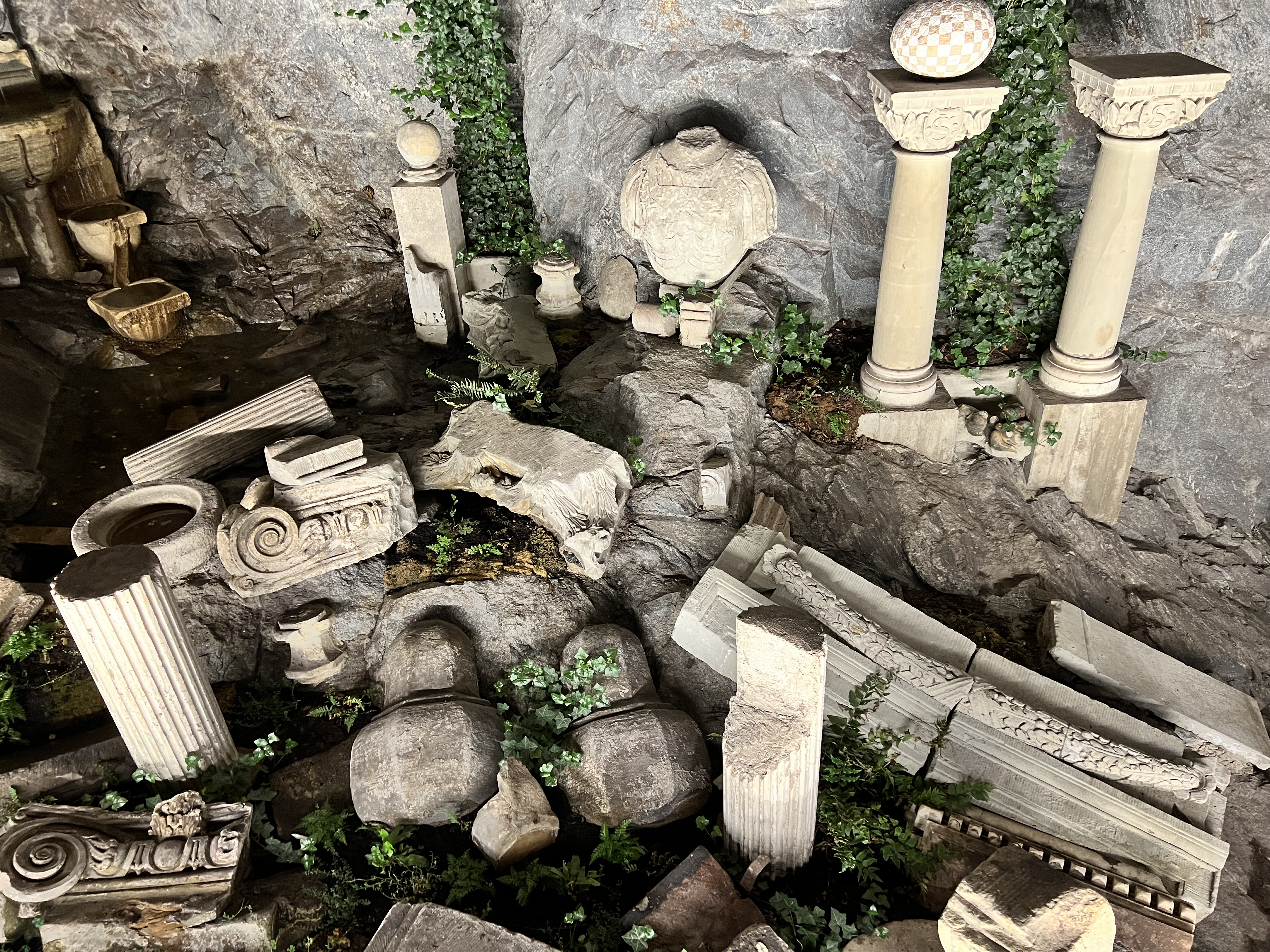
Одна из музейных инсталляций
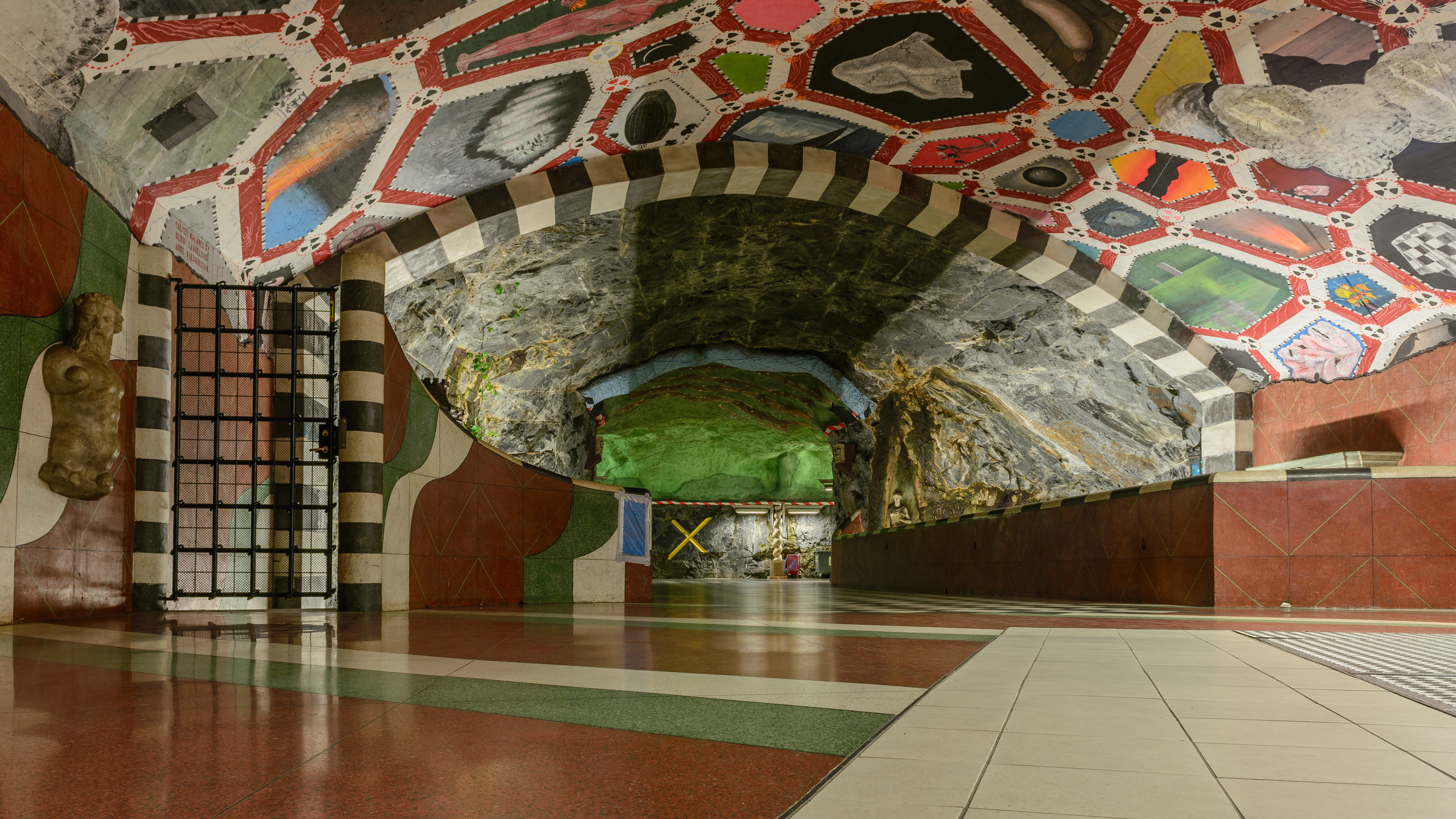
Коридор с декорациями, ведущий к восточному выходу
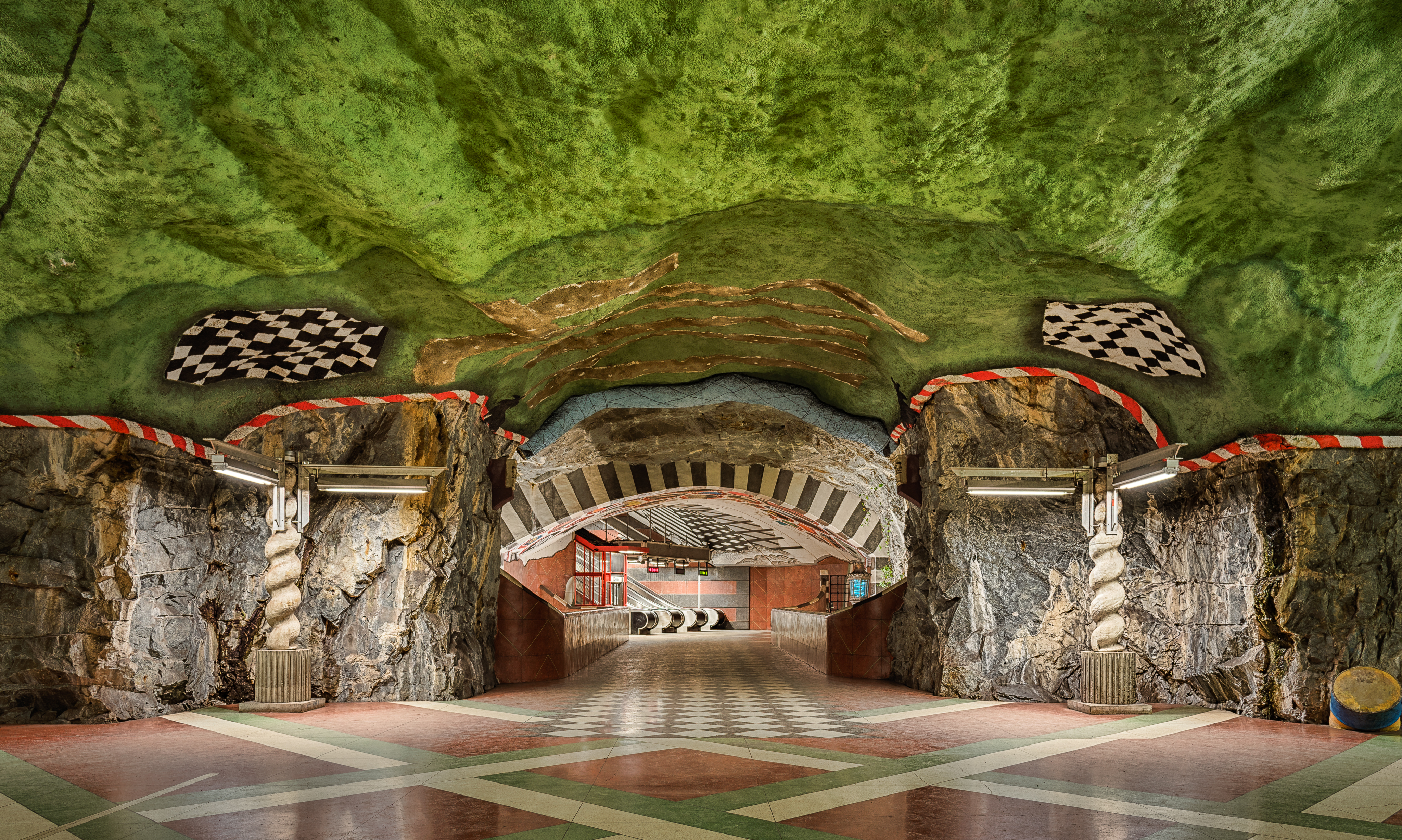
Коридор с декорациями, ведущий к эскалаторам
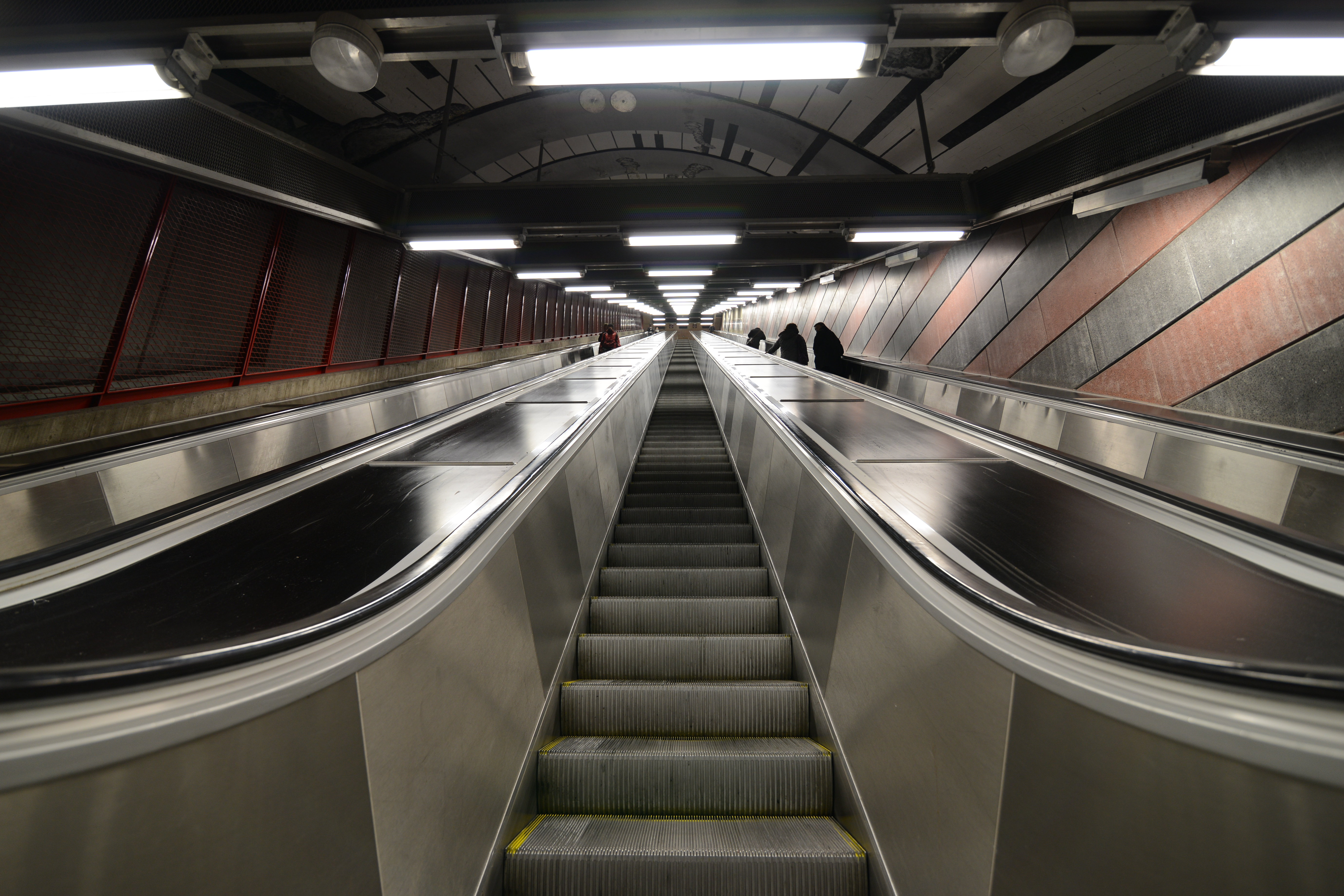
Эскалатор
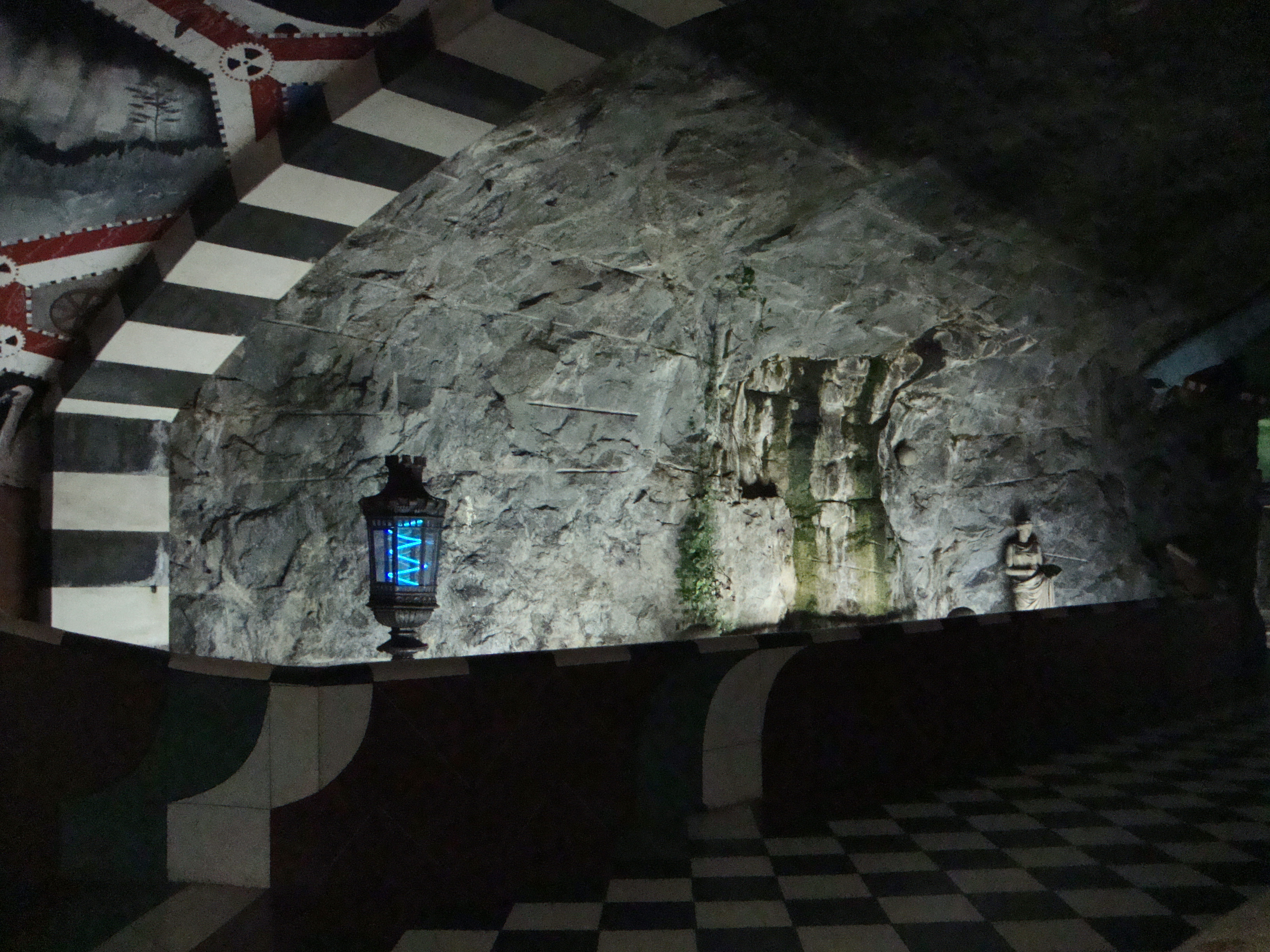
Выставка искусств на станции